# Walter del Río
Walter José del Río (Baradero, 1976 Buenos Aires) es un exfutbolista argentino. Jugaba de marcador de punta y su último equipo fue Club Atlético Baradero del Torneo Federal B.

## Trayectoria
Defensa surgido de las inferiores de Boca Juniors. Le tocó debutar en la temporada 96/97, donde sólo alcanzó a jugar 3 partidos. Sin demasiadas oportunidades, decidió marcharse para jugar en la Primera B Nacional, con Huracán Corrientes. Luego tuvo una carrera internacional plagada de éxitos. Pasó por equipos de Inglaterra, Escocia, Italia y Suiza. Crystal Palace (98-2000), Dundee (00-02), Carrarese (02-03) y el FC Wohlen (desde 2004).
Transitó por el fútbol suizo tras un breve paso por Italia, pasando a formar parte de clubes como FC Wholeen, el FC Zurich, la Juventud Zurich, de donde llegó la pasada campaña al Extremadura.
En 2007 fichó para CD San Fernando, club que requirió de su experiencia y trayectoria para poder salir campeón en España y ascender a la Segunda B.
En el 2009, rechazando varias ofertas europeas, Walter volvió hacia Argentina en donde este gran jugador se desempeñó en Boca Río Gallegos (club que milita el Torneo Argentino B).

## Clubes
| Club                        | País       | Año       |
| --------------------------- | ---------- | --------- |
| Boca Juniors                | Argentina  | 1996-1997 |
| Huracán Corrientes          | Argentina  | 1997-1998 |
| Crystal Palace              | Inglaterra | 1998-2000 |
| Dundee United               | Escocia    | 2000-2002 |
| Carrarese                   | Italia     | 2002-2003 |
| Cosenza                     | Italia     | 2003      |
| FC Wohlen                   | Suiza      | 2004-2005 |
| YF Juventus                 | Suiza      | 2004-2005 |
| Extremadura                 | España     | 2006-2007 |
| Club Deportivo San Fernando | España     | 2007-2008 |
| Boca Río Gallegos           | Argentina  | 2009-2010 |
| Defensores de Belgrano (VR) | Argentina  | 2011-2013 |
| Sportivo Baradero           | Argentina  | 2014-2016 |
| Club Atlético Baradero      | Argentina  | 2016      |